# Cinema São Jorge w Lizbonie
Cinema São Jorge – jedno z najbardziej prestiżowych kin w Portugalii. Znajduje się w Lizbonie, bezpośrednio przy Avenida da Liberdade. Posiada tylko trzy sale, ale wszystkie z nich o dużej pojemności (między 100-827 osób). W swoim repertuarze, oprócz filmu, można znaleźć występy taneczne, teatru, a nawet więcej.
Jest on klasyfikowany jako dobro narodowe nieruchomości przez IPPAR.
Cinema São Jorge ma trzy sale w tym dwie wielofunkcyjne.
- Sala Manoel de Oliveira ma 827 miejsc, w tym 3 o ograniczonej sprawności ruchowej i jest używana do projekci filmów, koncertów i teatru.
- Sala Montepio – Cafe Concerto – posiada 150 miejsc siedzących i 250 stojących.
- Sala 3 jest używany wyłącznie jako sala kinowa, posiada 199 miejsc w tym 4 dla osób o ograniczonej sprawności ruchowej.